# Jan Ekedahl
Jan Ekedahl, född 6 februari 1954 i Visby, är en svensk gitarrist, pedagog och kompositör.

## Biografi
Jan Ekedahl lärde sig själv till arton års ålder. Så småningom utbildades han till gitarrpedagog vid Stockholms Musikpedagogiska Institut, SMI. 
1982 grundade han tillsammans med Bengt Arwidsson gruppen Gunnfjauns kapell och startade skivbolaget Sjelvar Records, som hittills givit ut sju rena Gunnfjauns-album och sex med Jan Ekedahls musik. Bland dem Gitarrfamiljen 1985 och Dubbelgångarn 2003, där vännen gitarristen Mats Bergström medverkar. 
1997 inleddes ett samarbete med författaren Eva Sjöstrand, som textsatt flera av Jan Ekedahls melodier, och körarrangören Mats Hallberg. Trion har skapat tre folkmusikdramer för kör och orkester: Volund, Utlottningen och Samma Ull. Dramerna är utgivna i noter av Wessmans Musikförlag, de första två med kören Allmänna sången Visby på CD av Sjelvar Records.
Jan Ekedahl har i många år arbetat vid musiklinjen på Gotlands Folkhögskola, varit gästlärare på flera svenska högskolor, folkhögskolor samt på universitetet i Limerick, Irland. 1982 grundade han och Bengt Arwidsson gruppen Gunnfjauns kapell som spelar traditionell gotländsk musik. Jan Ekedahl har som gitarrist framträtt i Norden, Tyskland, England och Irland. 
Jan Ekedahl är bosatt i Silte socken på södra Gotland. 

## Diskografi
- 1985 - Gitarrfamiljen
- 1987 - Gotländska sagor/ Brahesvit
- 2003 - Dubbelgångarn
- 2007 - Tre sviter från förr
- 2008 - Utlottningen (med Allmänna sången Visby, dirigent Mats Hallberg och orkester)
- 2013 - Ansen

Med Gunnfjauns kapell
- 1984 - Gunnfjauns kapell
- 1986 - Gåttar ei vällingi
- 1989 - Dammet lättar
- 1991 - Sjelvar
- 1995 - Naudljaus
- 1998 - Volund (med Allmänna sången Visby, dirigent Mats Hallberg)
- 2001 - Dansä läite

Jan Ekedahl har dessutom medverkat på flera gotländska artisters album.